# Mag Mell
În mitologia irlandeză, Mag Mell (câmpia bucuriei) era un tărâm mitic unde ajungeau cei care mureau (și/sau cei glorioși) (vezi și Tir na nOg sau Ablach ori Avalon). Spre deosebire de lumea de dincolo din unele mitologii, Mag Mell era un paradis plăcut, identificat ca fiind fie o insulă îndepărtată undeva în vestul Irlandei sau un regat sub ocean. Era un loc al tinereții veșnice și al frumuseții. Aici, fericirea durează pentru totdeauna, nimeni nu simte lipsa alimentelor sau a băuturii. Este echivalentul irlandez al Câmpiilor Elizee grecești sau Valhalla nordicilor. 